# 地租改正
地租改正（ちそかいせい）は、1873年（明治6年）に明治政府が行った租税制度改革である。この改革により、日本にはじめて土地に対する私的所有権が確立したことから、地租改正は土地制度改革としての側面を有している。

## 旧貢租・田租について
地租の由来は、大和政権における、収穫された稲を神にささげる慣行である「たちから」にさかのぼる。大化の改新により成立した律令国家では、「たちから」は、唐に倣って採用した租税制度である「租庸調」のうちの「租」へと再編された。ここでいう租とは、田畑（口分田）の収益を課税物件とした租税である。明治時代以前には田租（たそ）・貢租（こうそ）などと呼ばれていた。
豊臣秀吉の行った太閤検地により、土地の生産力を石高（玄米の生産量）であらわし、その石高に応じて年貢を課すこととされた。また、検地帳に土地の直接耕作者を登録し、その者を租税負担の責任者とした。
地租は収穫量を今日でいう課税標準とし、直接に耕作者である百姓からその生産物をもって徴収された（物納）。なお、この納入は村請により村単位で一括して行われたと言われている。

## 地租改正の検討
明治初期から大蔵省や民部省では、全ての土地に賦課して一定の額を金納させる新しい税制である地租の導入が検討されていた。
明治2年2月（1869年3月）陸奥宗光が、租税制度改革の建白書を中央に提出し、土地等級制の確立、税制の統一、地租金納を主張し、「古来検地ノ通弊ヲ改正」すべしとした。また、神田孝平も、1870年（明治3年）に「田租改革建議」を提出して各藩ごとの税の不均衡を正して公正な税制にするための貢租改革が提案されていた。だが、土地の賦課の是非は大名などの領主の権限と考えられていたこと、従来の検地に代わる大規模な測量の必要性があることから、政府内でも賛否両論があってまとまらなかった。
しかし、明治4年（1871年）に廃藩置県が行われると、日本からは領主が一掃される形となり、反対論の主たる理由が失われた。同年9月「地所売買放禁分一収税施設之儀正院伺」が大蔵省によって作成され、田畑永代売買禁止令の廃止とともに地租改正の実施が明治政府の方針として正式に決定されその準備が急がれたのである。
明治5年4月（1872年5月）陸奥宗光は「田租改革建議」を太政官に上申した。明治5年6月18日（1872年7月23日）、陸奥宗光は大蔵大輔井上馨によって、神奈川県令から大蔵省租税頭に抜擢され、権頭松方正義とともに、地租改正法案の策定にあたることになった。1873年（明治6年）、大蔵省地方官会同で陸奥は租税頭に就任した。

## 経過
1873年（明治6年）7月28日に地租改正法（上諭と地代の3%を地租とする旨を記載した1ヶ条で構成）と具体的な規定を定めた地租改正条例などから成る太政官布告第272号が制定され、明治政府は翌年1874年（明治7年）から地租改正に着手した。
政府は当初、検地が農民からの反発を受けることを懸念し、農民からの自己申告主義を採った。すなわち、農民自らが地押丈量を行い、面積・収量を算出し、地方庁は地方官心得書の検査例に基づいて点検し、これを経て地方庁が地券（改正地券）を発行する形を取った。しかしこの方法では、全国一律公平の租税を徴収する目的は達しがたく、また、1874年（明治7年）の改租結果から、目標の租税額が確保できそうにないことが明らかとなった。また、政府高官間の政争の産物である「大蔵省分割問題」も影を落としていた（内務省設置による測量機構と税額算定機構の分離）。
このため政府は、1875年（明治8年）に内務省および大蔵省の両省間に地租改正事務局を設置し、これを中心として改租を強力に進めるよう方針転換した（明治8年太政官達第38号）。この中で、府県庁は地租改正事務局があらかじめ見当をつけた平均反収を絶対的な査定条件とし、申告額がこれに達しない場合は、農民が自らの労力と費用をかけて算定した地価を否定し強圧的に変更させたことから、伊勢暴動をはじめとした大規模な暴動が各地で頻発した（地租改正反対一揆）。これを受けて政府は、1877年（明治10年）1月に、地租を100分の3から100分の2.5に減額することを決定した。
その後政府の強硬姿勢は、1878年（明治11年）頃まで続いたが、税収の見込みがつくようになると徐々に緩和されていき、1880年（明治13年）に耕地宅地の改正作業が完了した。この地租改正は約7年にわたる大事業であった。

## 旧貢租と新地租の違い
前述の通り、江戸時代までの貢租は米による物納制度であり、あくまで生産者が納税義務者であった。また、その制度は全国で統一したものではなく、地域毎に違いがあった。このような制度を、地租改正により、土地の価値に見合った金銭を所有者に納めさせる全国統一の課税制度に改めたのである。
新地租の要点としては以下の点が挙げられる。
- 収穫量の代わりに、収穫力に応じて決められた地価を課税標準とした。
- 村単位とする賦課体系を廃して、個別の土地単位で賦課を行うこととした。
- 従前は物納であったものを、金納とした。
- 税率を地価に対する一定率（3%：「旧来ノ歳入ヲ減ゼザルヲ目的」として算定）とした。
- 耕作者ではなく、地券の発行により確認された土地所有者（地主）を納税義務者とした。ただし、江戸時代も、年貢を納めていた者は、本百姓・地主であり、水呑百姓・小作人ではなかった。したがって、地租改正によって、納税義務者が、耕作者（水呑百姓・小作人も含む。）から、土地所有者（本百姓・地主）に変更されたわけではない[3]。
- 制度を全国統一のものとした。

## 地租改正の影響

### 安定した税収の確保と生産性の向上
税率を地価に対する一定率とすることにより、従前のように農作物の豊凶により税収が変動することなく、政府は安定した収入を確保することが出来るようになった。具体的には、農作物の価格変動リスクを、政府から農民へ転嫁したものといえる。しかも、「旧来の歳入を減じない」という方針によって3%という高額な税率が算定されたのである（なお、地租改正の推進派であった木戸孝允はこの高税率を聞くと、農民を幕藩体制よりも酷い状況に追い込むものだとして最後まで反対している）。
これは結果的には大多数の農民の負担を高めることにつながり、また土地の所有者がおらず納税が困難な入会地が事実上、政府に没収されたことなどから伊勢暴動、真壁暴動など一揆（地租改正反対一揆）が頻発し、自由民権運動へ影響を与えた。このため、士族反乱と農民一揆の結合を恐れた大久保利通の意見で、前述の通り、1877年（明治10年）に税率が2.5%に引き下げられた。これにより、江戸時代に比べ平均２割程度の減税となった。
江戸時代であれば収穫高に応じて年貢を納めていたので、仮に収穫が上がるとその分年貢も増えていた。しかし、地租の場合は納める税金は一定であるため、収穫を増やせば、その分は自分の取り分となった。そのため勤労意欲が湧くことになり生産量が増加した。
また、地租改正では、農民は自分で作る農作物を決められるようになった。従来は幕府や藩が決めた農作物しか作れないのが原則だったが、地租改正以降はその縛りが無くなった。農民は儲かりそうな作物、実入りが良さそうな作物を自由に選択することができるようになった。

### 土地の私的所有の開始による人材の流動化と職業選択の自由
地券の発行により、個人に対する土地の私的所有が認められることとなった。この結果、土地は天皇のものであり、臣民は天皇または領主からその使用を許されているに過ぎないと考える公地公民思想（王土王民説）や封建領主による領主権や村などの地域共同体による共同保有といった封建制度的な土地保有形態が完全に崩壊し、土地にも保有者個人の所有権が存在することが、三世一身法、墾田永年私財法、太閤検地以来、改めて法的に認められることになり、土地が個人の財産として流通や担保の対象として扱われるようになった。これにより農民はほかの地券を手に入れ農地を拡大することができたし、逆に地券を売り払い他の職業に就くこともできた。その意味で、地租改正は日本における資本主義体制の確立を基礎づける重要な一歩であるといえる。
なお、地租改正に先立って、政府は、1872年（明治5年）に田畑永代売買禁止令を解除して既に禁止が形骸化していた土地の売買（永代売）の合法化を行い、1873年（明治6年）には地所質入書入規則及び動産不動産書入金穀貸借規則を定めて土地を担保とした貸借も合法化した。

### 地主階級に対する参政権の付与
地主を納税義務者とすることで、従来の村請負制度が消滅することとなった。また、地主を納税義務者とすることは、彼らに参政権を付与することを意味し、地主階級に対して一定の政治的な力を与えることになった。
後に帝国議会が開かれた時に、当初衆議院の選挙権や貴族院の多額納税者議員の資格が与えられたのは、その多くがこうした地主層であった。

### 商業や流通に与える影響
従来の藩が租税として集めた米をまとめて江戸や大坂の蔵屋敷を経由して同地の米問屋に売却するというこれまでの米の流通システムが崩壊して、個々の農民が地元の米商人などに直接米を換金してその代金を地租として納め、地元の米商人が全国市場に米を売却するようになるなど、商業や流通に対する影響も大きかった。

### 税徴収の透明性と公平性の向上
江戸時代の年貢の場合、その年の取れ高に応じて年貢率が決められており、年貢率を決める地域の役人は強い権限を持っていた。そのため、贈収賄などの不正行為が横行していた。地租改正以降は毎年決まった金額の税金を納めるだけなので、悪徳役人の介在する余地は無くなった。
又、商工業者には年貢は課されていなかった。冥加金などはあったが、農民の年貢に比べれば遥かに負担が軽かった。地租改正以降は商工業者にも地券に応じて納めることになり、農民から見れば相対的に税負担は軽くなった。

### その他
地租改正は全ての土地に課税されるものとし、以前に認められていた恩賞や寺社領などに対する免税を否認した。これに先立って施行された解放令によって穢地の指定を外されていたかつての穢多非人の所有地も同様であった。
貨幣経済が浸透していない地方では、地租を現金で納めることは困難を極めた。課税を免れるために、自ら耕してきた田畑の面積を少なく申告する例が見られたが、結果的に1926年（大正15年）に国有財産法の下で行われた荒廃地払い下げなどの機会に、申告していなかった田畑を国から買い戻す形で処理せざるを得なくなった。
入会地も課税対象となったが、税を共同体で支払うことができず国有地に編入され、地域経済に大きな影響を与えることとなった。栃木県栗山村の例では、税の負担を嫌い共同利用してきた森林の大半を国へ返上したものの、1876年（明治9年）になると国有林内の自由伐採が禁止されたため、村人の多くは基幹産業の製炭業の資材や日常生活に必要な薪にいたるまで国有林からの購入を余儀なくされ貧困状態に陥った。栗山村では、1952年（昭和27年）までの長い間、森林は村有地であったとして国に対して訴訟を続けることとなった。
また、欧米の農村社会の仕組みをそのまま日本に想定したために、不都合な例も発生した。例えば、地租の算定における一般的な農家の経営の基準を商業生産的な家族経営による拡大再生産が行われている農家とし、また地主と小作人は自由契約による小作関係によって成立しており小作料の増減は地租の増減に対応することを前提として立法された。これは実際には「生かさぬように殺さぬように」という発想で再生産が抑圧され、地主の地位が強力であった日本の農業社会の実態に合わず、また実際の地租算定においても生産経費を実際よりも低く見積もられたために、高率の税率も重なって地租が生産経費を圧迫し、小作料を跳ね上げる（当時の物価水準では収穫の1/3近くが地価の3%に相当し、更に地主が利潤を上乗せするために、結果的に小作料が上昇した）結果をもたらした。
更に、法令などにおいて、政府自身が実は3%が高率であることを認めている部分がある。条文中に現在の税率は印紙税・物品税などの商工業などからの収入が一定の軌道に乗るまでの暫定的な税率で、将来はそこからの歳入と財政支出の抑制によって地租依存度を減少させて最終的には1%にまで引き下げると説明しているからである（地租改正条例第6条、地租条例で廃止）。だが、現実にはなかなか引き下げられなかった。ところが、後に地租改正条例に代わって制定された地租条例ではこの規定が削除されてしまった。このことが自由民権運動や初期帝国議会における激しい政府批判を招き、また地租に替わる財源として酒造税の相次ぐ増税の一因となった。

## 地券の作成
地租改正の際に行われた測量結果は地券に記され、この内容は地券台帳にまとめられた。地券は、土地所有を公証し、かつ納税義務者を表示するものとされ、また土地売買の法的手段であるとされたことから、土地の流通および土地金融はすべて地券により行われることとなった。
1885年（明治18年）の登記法成立後は、登記簿が土地所有を公証するものとされた。
また、地券台帳自体も、1884年（明治17年）に創設された土地台帳制度に引き継がれ、1889年（明治22年）に事実上廃止されて、以後地租の収税はこの土地台帳によって行われた。さらに土地台帳は登記簿と一元化されることで、1960年（昭和35年）に廃止された。このとき、土地台帳に記載されていた土地の表示に関する記載（所在、地番、地目、地積）が登記簿の表題部に移記された。したがって、現在の土地登記は、元は地租改正時に作成された地券及び地券台帳にさかのぼるものであるといえる。
しかしながら、地租改正当時の測量技術が未熟であったこと、時間と人員の制約から測量の専門家でない素人が測量にあたったこと、また税の軽減を図るために故意に過小に測量したことなどから、その内容は必ずしも正確なものではなかった。このことが、現在の登記簿においても、登記簿と実際の地形や測量面積が一致しないこと（いわゆる「縄伸び」「縄縮み」）の原因となっている。
現在、正確な登記簿を作るべく地籍調査が全国的に進められている。

## 補注
1. ↑  福島正夫『地租改正の研究』増訂版100頁、有斐閣
2. ↑  土地の所有者に地券を交付し、地価の3％を地租として金納させる。
3. ↑  『中学社会　歴史』（教育出版。平成8年2月29日文部省検定済。平成10年1月20日発行。教科書番号：17教出・歴史762）p 124に「江戸時代の村は数十戸から成り, 耕地を持ち, 年貢を納める本百姓と, 耕地を持たない水呑百姓がいた。」 と記載され、年貢を納める義務があった者は、耕地を持っている本百姓であり、耕地を持っていない水呑百姓に年貢を納める義務がなかったことが書かれている。『社会科　中学生の歴史』（帝国書院。平成17年3月30日文部科学省検定済。平成20年1月20日発行。教科書番号：46　帝国　歴史-713）p 102にも、「百姓身分のほとんどは農民で, 農地をもち年貢をおさめる本百姓と, 農地をもたない水呑百姓に分かれていました。」と記載されている。なお、上記の教科書では、両方とも、地租改正のところの記述で、「納税義務者が、耕作者から土地所有者に変更された」旨が書かれていない。それどころか、『中学社会　歴史』（教育出版。平成8年2月29日文部省検定済。平成10年1月20日発行。教科書番号：17教出・歴史762）p 189では、「また, 小作人はこれまでと同様に, 高い小作料を現物で地主に納めなければならなかった。」と記載され、江戸時代の小作人に、年貢を納める義務がなかったが、小作料を地主に納める義務があったことが書かれている。
4. ↑  娘売る山形の寒村を行く『東京朝日新聞』昭和6年11月12日（『昭和ニュース事典第3巻 昭和6年-昭和7年』本編p465 昭和ニュース事典編纂委員会 毎日コミュニケーションズ刊 1994年）
5. ↑  「国へ帰した村有地 訴願認められ実地検証へ」『日本経済新聞』昭和25年7月12日3面